# Eumênio de Alexandria
Eumênio de Alexandria foi um Patriarca de Alexandria. Seu patriarcado aconteceu entre 131 e 141 d.C.
Ele foi o segundo reitor da Escola Catequética de Alexandria, logo após Justo, a quem também sucedeu como Patriarca. Foi ordenado diácono por Primo e presbítero por Justo.